# Basilea Schlink
Basilea Schlink, nata Klara Schlink (Darmstadt, 21 ottobre 1904 – Darmstadt, 21 marzo 2001), è stata una religiosa e scrittrice tedesca fondatrice di un ordine monastico evangelico.

## Biografia
Dopo aver frequentato il liceo a Braunschweig e Darmstadt, dal 1923 ricevette una formazione presso il Seminario Fröbel a Kassel, e dal 1924 presso la scuola femminile di studi sociali della Missione interna a Berlino. Nel 1929 divenne insegnante nella stazione missionaria Malche a Bad Freienwalde (Oder) di tedesco, psicologia e storia della chiesa. Dopo un esame di ammissione, studiò, dal 1930, alle università di Berlino ed Amburgo psicologia, storia dell'arte e filosofia. I suoi studi si conclusero con una tesi di psicologia religiosa dal titolo "Il significato della coscienza di peccato nelle lotte religiose delle adolescenti".
Il 30 marzo 1947, fondò a Darmstadt, la comunità evangelica delle Sorelle di Maria, in una zona denominata dalla comunità Canaan, insieme con Erika Madauss. Nel 1948 vennero insediate entrambe le fondatrici e le prime sette sorelle. Klara Schlink da quel momento si fece chiamare Madre Basilea ed Erika Madaus divenne Madre Martyria. La Evangelische Marienschwesternschaft Darmstadt (Comunità evangelica delle sorelle di Maria di Darmstadt) oggi conta in tutto il mondo una ventina di sedi secondarie con un totale di 209 sorelle, delle quali circa 130 si trovano a Darmstadt. Dopo l'aggravarsi dei problemi di salute di Erika Madaus, a partire dagli anni '90, Balisea Schlink si assunse l'onere di presiedere l'ordine.
Basilea Schlink sostenne nel 1965 la "Aktion Sorge um Deutschland e. V." (Azione Preoccupazione per la Germania, associazione registrata) che, in campo evangelico, corrispondeva all'"Aktion Saubere Leinwand" (Azione schermo pulito), associazione di stampo cattolico, che considerava un pericolo per il sistema di valori cristiani le lassiste rappresentazioni della sessualità nei mezzi d'informazione.
Basilea Schlink era la sorella di Edmund Schlink, professore di teologia all'Università di Heidelberg (inviato ufficiale della Chiesa evangelica tedesca durante il Concilio Vaticano II e padre del giurista e scrittore Bernhard Schlink). Suo padre Wilhelm Schlink era un fisico e professore universitario di Meccanica.
Le sue opere sono diffuse in varie lingue (inglese, francese, ungherese, danese, svedese, coreano, giapponese) per circa seicento pubblicazioni.

## Opere tradotte in italiano (selezione)
- Dio fa miracoli
- Come trasformare la propria vita
- Maria nostra sorella
- Gesù è il mio primo amore
- Il Dio di ogni consolazione
- In Te confido
- La perla preziosa
- Israele mio popolo
- Il Padre di ogni consolazione. Meditazioni per ogni giorno dell'anno
- Successo spirituale? Una parola sulle nuove correnti nella cristianità. ISBN 3-87209-852-7
- La Nuova Era —New Age— alla luce della Bibbia. ISBN 3-87209-851-9
- Cristiani e lo Yoga?.
- Figli della speranza